# فریدیش بان
فریدیِش بان (مجاری: Bán Frigyes؛ ۱۹ ژوئن ۱۹۰۲ – ۳۰ سپتامبر ۱۹۶۹) کارگردان فیلم و فیلم‌نامه‌نویس اهل مجارستان بود.
از فیلم‌ها یا مجموعه‌های تلویزیونی که وی در آن‌ها نقش داشته‌است، می‌توان به شبی در ترانسیلوانی و چتر سنت پیتر اشاره نمود.
وی همچنین برندهٔ جوایزی همچون جایزه کشوت شده‌است.